# Karl Friedrich Christoph Salzer
Karl Friedrich Christoph Salzer (* 23. Dezember 1775 in Weinsberg; † 6. Dezember 1852 in Durlach) war ein deutscher Apotheker und Chemiker.

## Leben
Salzer kam als Sohn des Apothekers Karl Eberhard Christian Salzer zur Welt. Nach Abschluss der Ausbildung zum Apotheker kaufte er 1800 die Hof-Apotheke in Durlach. 9 Jahre später verkaufte er sie wieder.
Zwischen 1809 und 1833 arbeitete Salzer als Staatschemiker in Karlsruhe. Außerdem war er Mitglied der Bergwerkskommission zu Karlsruhe.
In seinen Veröffentlichungen schrieb er u. a. über die Herstellung des Schießpulvers, über ein Verfahren der Schnellessigfabrikation und verschiedene praktische Methoden der Leimherstellung. Auch beschrieb er die Bereitung des Indigo aus Waid und die Bleizuckerfabrikation.
1833 schrieb er eine Arbeit darüber, wie man Meerwasser mittels einer Luftpumpe trinkbar machen könne.

## Werke
- Über die Bereitung des Indigo aus Waid, In: Schweiggers Beitrag zur Chemie und Physik. 3(1811), S. 417–421
- Die Bleyzucker-Fabrikation in ihrem ganzen Umfange, Karlsruhe 1820.
- Versuche zu einer neuen Verdunstung und deren Anwendung bei Salinen, Vitriol- und Alaunwerken und vielen anderen Fabriken, Heilbronn 1833
- Die Fabrikation des Leims in ihrem ganzen Umfang, Heilbronn 1842